# Harald Lechner
Harald Lechner (Vienna, 30 luglio 1982) è un arbitro di calcio austriaco.

## Carriera

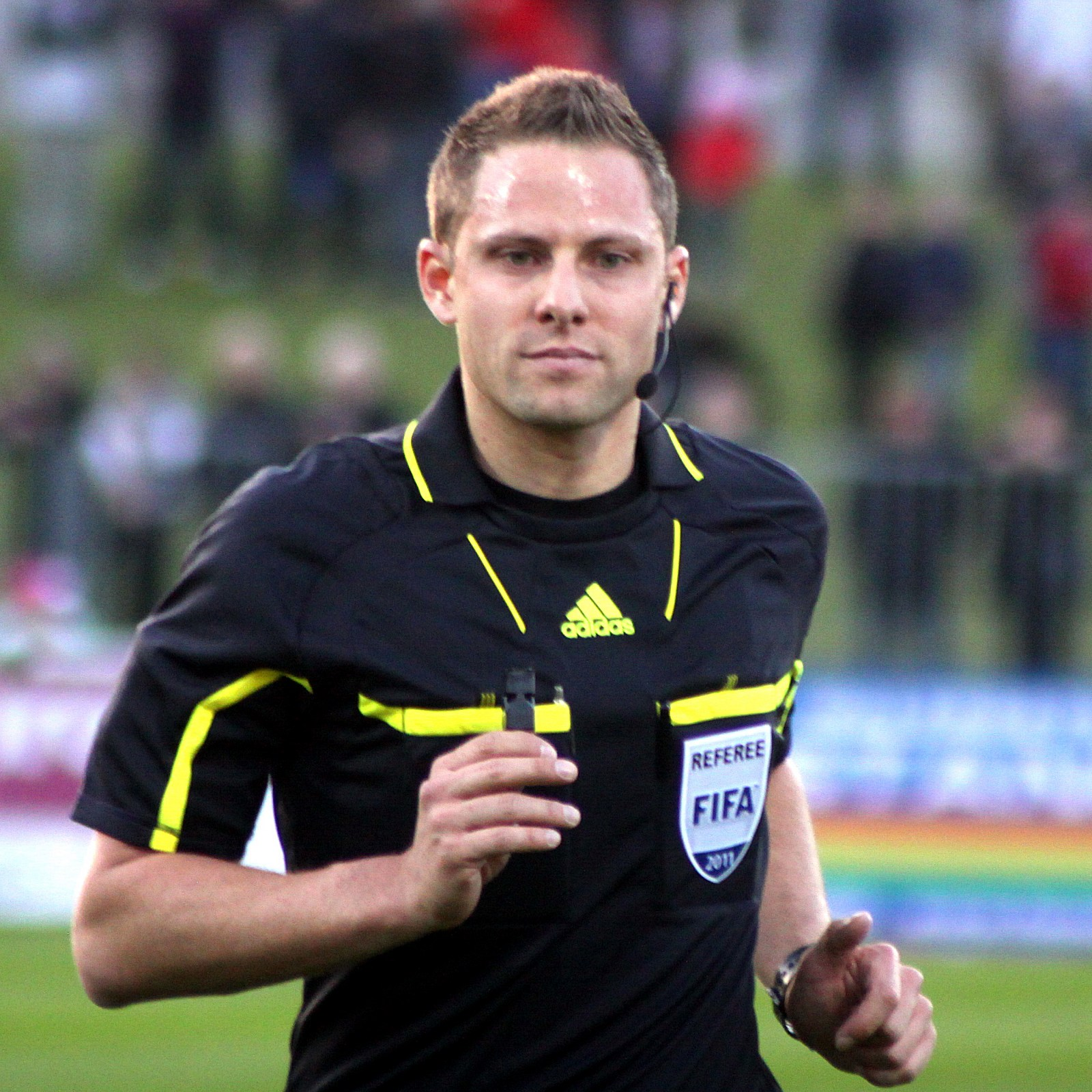
Lechner nel 2011

. Austriaco di Vienna, inizia ad arbitrare a 18 anni nella Wiener Stadtliga, quarta serie, esordendo nella gara dell'undicesimo turno, il 22 ottobre 2000 tra Wiener SC e Admira Landhaus, vinta dai padroni di casa per 1-0. Arbitrerà in questa divisione 30 partite fino al 2011. Il 13 agosto 2004, a 22 anni, fa il suo esordio in Regionalliga Ost, terza serie, nell'incontro della seconda giornata Waidhofen/Ybbs-Eisenstadt 0-2. Dirige in questo campionato 11 volte fino al 2009. Nella stagione successiva debutta in Erste Liga, serie cadetta, nel 3-0 del Gratkorn sullo Schwanenstadt del 7 aprile 2006.. La prima in massima serie arriva il 1º marzo 2008 in Ried-Altach 3-1 della 27ª di campionato.. Dopo aver arbitrato alcune gare di Nazionali Under dal 2007, nel 2010 diventa internazionale e fa l'esordio il 29 maggio 2010 nell'amichevole pre Mondiale 2010 tra Slovacchia e Camerun a Klagenfurt.. Il 22 luglio 2010 debutta nelle coppe europee nel ritorno del 2º turno di qualificazione di Europa League in Macedonia tra i padroni di casa del Teteks e i lettoni del Ventspils, sfida vinta 3-1 dai macedoni che si qualificano al 3º turno.. Un anno dopo, il 6 settembre 2011 è di scena per la prima volta in una gara ufficiale tra nazionali, il 6-0 della Spagna sul Liechtenstein a Logroño nelle qualificazioni all'Europeo 2012 in Polonia e Ucraina.. La prima in una gara della fase finale di una coppa europea la dirige il 30 novembre 2011, in Europa League, nel 4-1 in Russia del Rubin sugli irlandesi dello Shamrock Rovers.. Nella stessa stagione viene scelto per l'Europeo Under-17 2012 in Slovenia nel quale arbitra due volte nella fase a gironi. Sempre nel 2012 esordisce in Champions League nell'andata del 2º turno di qualificazione, il 17 luglio in Finlandia tra l'HJK e gli islandesi del KR Reykjavík, vinta dai primi per 7-0.. Nel 2014 e 2015 arbitra i play-out di Erste Liga. In carriera ha arbitrato anche 4 gare nella Super League svizzera. Nel giugno 2017 è chiamato a dirigere agli Europei under 21 del 2017.